# Томилов, Алексей Павлович
Алексей Павлович Томилов (род. 26 июня 1976, Горький) — российский хоккеист, защитник, тренер.

## Биография
Воспитанник горьковского «Торпедо», начинал играть в командах «Торпедо-2» (1992/93 — 1994/95) и «Мотор» Заволжье (1994/95 — 1995/96). В сезонах 1996/97 — 1997/98 провёл 39 матчей в Суперлиге за «Торпедо». Вскоре после начала сезона-1998/99 вновь перешёл в «Мотор», где провёл четыре года. В дальнейшем играл за «Саров» (2002/03 — 2004/05) и «Кстово» (2005/06 — 2006/07).
С 2015 года работал в хоккейной школе «Торпедо». В сезоне-2024/25 команда «Торпедо» Юниорской хоккейной лиги под руководством Томилова победила в чемпионате Приволжья и стала серебряным призёром всероссийского финала. 18 июня 2025 года был назначен главным тренером команды МХЛ «Чайка».